# Дзвели-Годагдаги
Дзвели-Годагдаги (груз. ძველი გოდაგდაგი, азерб. Gödəkdağ) — село в подчинении сельской административно-территориальной единицы Карабулахи Дманисского муниципалитета, края Квемо-Картли Грузии со 100 %-ным азербайджанским населением. Находится в юго-восточной части Грузии, на территории исторической области Борчалы.

## История

### Топоним
Топоним села Годагдаги (азерб. Gödəkdağ) в переводе с азербайджанского языка на русский язык означает «Короткая гора».
На счет происхождения топонима есть несколько версий. По одной из них название села связано с именем тюркского племени Гет или же огузского племени Годекли. По другой версии топоним образован из слияния слова «Даг» (рус. «Гора») и названия Хазарского племени Годакляр.

## География
Село находится на Башкечидском плато, в 9 км от районного центра Дманиси, на высоте 1450 метров от уровня моря.

## Население
По переписи населения 2014 года численность населения села Ахали-Годагдаги составила 37 жителей.